# Округ Монтур (Пенсилванија)
Монтур (енгл. Montour County) је округ у америчкој савезној држави Пенсилванија.

## Демографија
По попису из 2010. године број становника је 18.267, што је 31 (0,2%) становника више него 2000. године.
| Група             | 2000.          | 2010.          |
| Белци             | 17.552 (96,2%) | 17.206 (94,2%) |
| Афроамериканци    | 185 (1,0%)     | 256 (1,4%)     |
| Азијати           | 234 (1,3%)     | 326 (1,8%)     |
| Хиспаноамериканци | 167 (0,9%)     | 324 (1,8%)     |
| Укупно            | 18.236         | 18.267         |